# Villa Amerika
La villa Amerika ou palais d'été des Michna (Michnův letohrádek) est une villa baroque dans la Nouvelle Ville de Prague, construite par Kilian Ignace Dientzenhofer entre 1717 et 1720.
Elle abrite aujourd'hui le musée Antonín Dvořák.